# Вехби Аголи
Мюфти хаджи Вехби Аголи Дибра (на албански: Myfti Vehbi Agolli Dibra) е албански просветен и религиозен деец.

## Биография
Роден е на 12 март 1867 година в град Дебър (на албански Дибра), заради което носи прякора Дибра. Роден е в семейството на Ахмед Ефенди Аголи, уважаван имам и главен мюфтия на Дебър. Получава средно образование в родния си град, а след това учи в Битоля, където заедно с Абдурахман Дибра се противопоставя на създаването на албански клуб, заради прокламираното равенство между мюсюлмани и християни, като настояват за мюсюлмански характер на клуба.
Учи богословие в Цариград и специализира в областта на ислямската философия, логика, наука и право.
След това се завръща в Дебър, където е назначен за мюфтия, пост на който остава до 1912 година. На 23 юли 1909 година организира конгреса в Дебър, на който е избран за председател. Взима участие в Събранието във Вльора и подписва Декларацията за независимост на Албания на 28 ноември 1912 година. Избран е за председател на Първия конгрес на мюсюлманските албанци в 1923 година.
Автор е на много трудове и преводи, които публикува в множество вестници. Умира в 1937 година в Тирана.